# Astragalus insignis
Astragalus insignis es una especie de planta del género Astragalus, de la familia de las leguminosas, orden Fabales.

## Distribución
Astragalus insignis se distribuye por Tayikistán.

## Taxonomía
Fue descrita científicamente por N. F. Gontscharow. Fue publicada en Fl. Tadzhikistana 5: 663 (1937).